# Robótica educativa

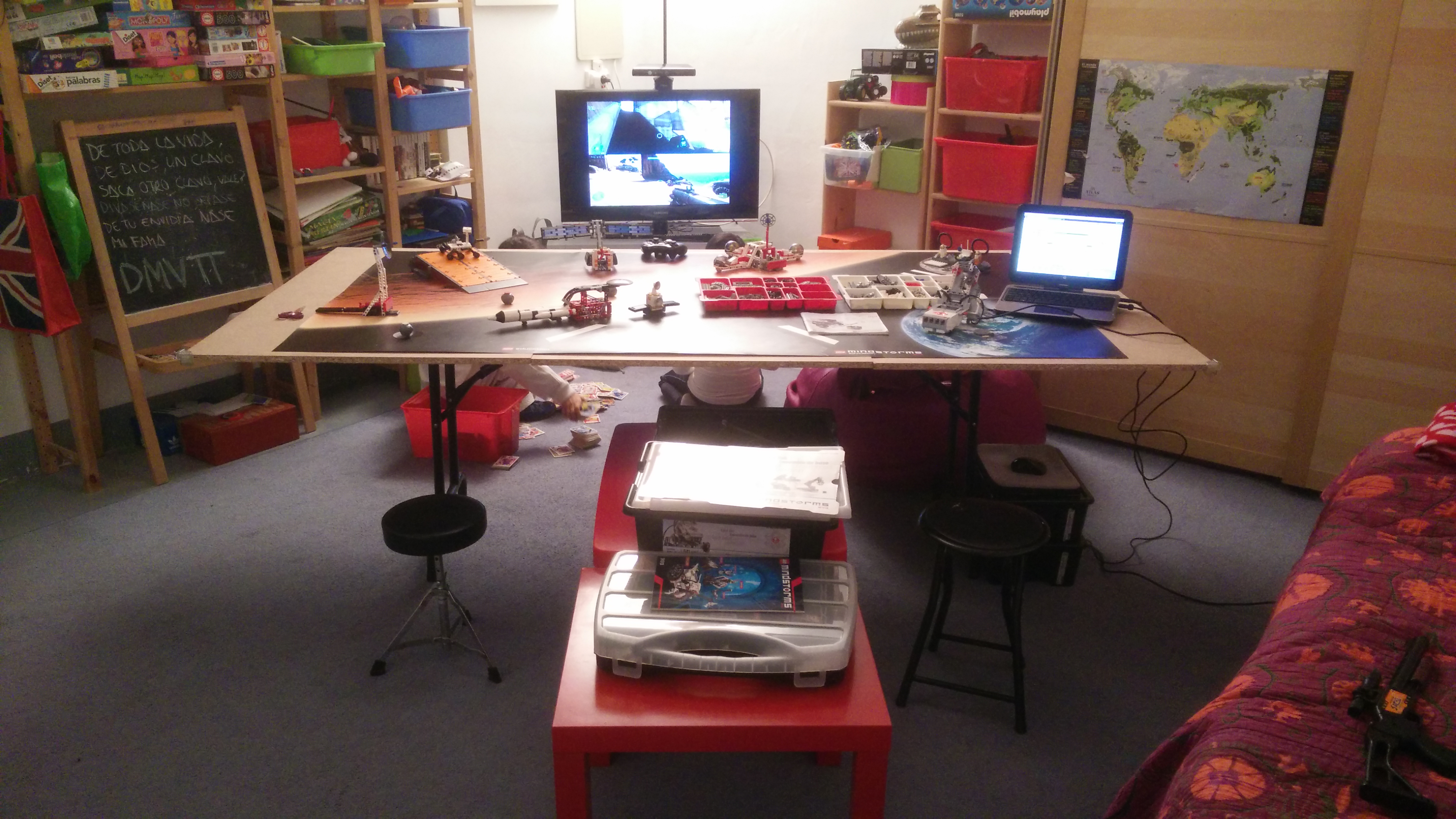
Aula de robótica educativa.

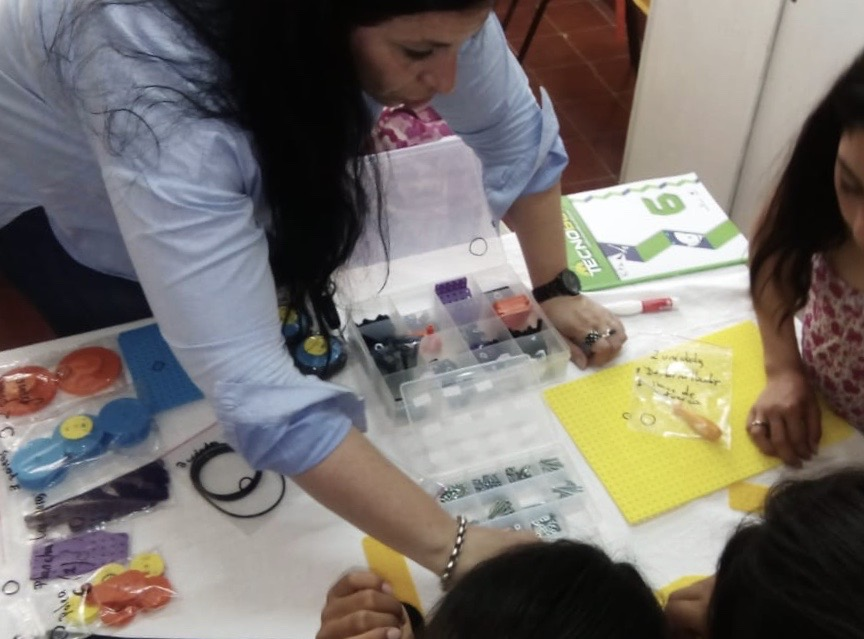
Kit de Robótica. Trabajo en aula.

La robótica educativa es una subdisciplina de la robótica aplicada al ámbito educativo que se centra en el diseño, el análisis, la aplicación y la operación de robots. Es decir, la robótica educativa está relacionada con el uso de robots y tecnologías relacionadas con la robótica para enseñar a estudiantes habilidades técnicas y conceptuales. Se puede enseñar en todos los niveles educativos, desde la educación infantil y primaria hasta los posgrados. La robótica también se puede utilizar para fomentar y facilitar la instrucción en otras disciplinas, tales como la programación informática, la inteligencia artificial o la ingeniería de diseño.
Este término tiene sus orígenes en los años veinte, y se ha ido desarrollando hasta la actualidad, teniendo gran importancia en la educación. En dicho ámbito se sigue una metodología, destacando su influencia en el desarrollo de las inteligencias múltiples, así como unas bases para poder alcanzar una serie de objetivos. Además, esta disciplina ayuda a dar respuesta a los alumnos con necesidades educativas especiales.

## Orígenes e historia
La palabra robot se utilizó por primera vez en 1920 por Karel Capek en la obra publicada en 1920, llamada R.U.R. (Robots Universales Rossum). No obstante, la palabra robot se le atribuye a su hermano Josef Capek y tiene su origen en el vocablo checo robota, que en español se traduce como «trabajo forzado». El primer tercio del siglo XX, se caracterizó por el desarrollo de grandes avances en distintas ramas de la ingeniería (mecánica, electrónica, informática, telecomunicaciones…). A mediados del siglo XX, los avances en conocimientos sobre programación y electrónica supusieron una gran mejora en la evolución de artefactos capaces de realizar automáticamente acciones del ser humano. El nuevo paradigma tecnológico aumentó la necesidad de formar profesionales para dar respuesta a la gran demanda de conocimientos y aplicaciones.
Uno de los primeros robots en aparecer fue Shackey del SRI International en 1968, primer robot móvil capacitado para razonar en sus acciones. Posteriormente, en los años 1970 la NASA en colaboración con el Jet Propulsion Laboratory crearon el Mars rover con la finalidad de explorar Marte. En la década de los ochenta apareció el CART del SRI que trabajaba con un procesador de imagen estéreo más una cámara adicional, y también apareció el CMU rover que incorporaba por primera vez una rueda timón, lo que le permitía alcanzar cualquier posición y orientación.
En los años 60, con la evolución de los ordenadores, a los que solo universidades y unas pocas empresas y centros tenían acceso, surgió uno de los 
primeros lenguajes de programación de ámbito educativo, el lenguaje LOGO.
Seymour Papert, Wally Feurzeig y Cynthia Solomon crearon la primera versión de Logo, el robot tortuga. Este recurso tecnológico se movía utilizando instrucciones simples con la finalidad de adquirir conceptos básicos de la rama de la programación para que los estudiantes, posteriormente, resolvieran conceptos matemáticos más complejos.
A finales de los 60 un grupo de investigadores del Laboratorio de Medios del Instituto Tecnológico de Massachusetts propuso la construcción de dispositivos tecnológicos que permitieran a los niños/as interactuar y programarlos para ejecutar determinadas acciones. Es aquí cuando establecieron el convenio con la empresa LEGO para desarrollar lo que se conoció como LEGO/Logo, consistente en la integración de piezas de construcción de lego con elementos de programación que podrían ser ejecutados desde un ordenador. Más tarde, en torno a los años 80, la compañía LEGO ya había difundido estos equipos o juguetes por todo el mundo con fines educativos.
En los años noventa del siglo XX, la robótica se empezó a expandir en diversas tareas del ser humano ganando progresivamente protagonismo. En sus orígenes, la robótica, dentro del ámbito educativo, empezó a desarrollarse a principios de los años 90 por medio del uso de dispositivos elaborados localmente y diseñados concretamente con fines educativos. De esta manera, se crearon prácticas de robótica educativa, con materiales de múltiples orígenes, en talleres para el alumnado de educación primaria, que fueron controlados con los primeros modelos de ordenadores personales como fueron las IBM Personal Computer XT. Es así como fue evolucionando la robótica en este ámbito.
La robótica educativa surge como herramienta educativa entrado el año 2000. Está directamente relacionada con el Instituto de Tecnología de Massachusetts, donde crean una serie de dispositivos, con la colaboración de la compañía Lego; y diseñan un lenguaje de programación, Logo, que permitiría a los más pequeños relacionarse con la construcción de máquinas y edificios.
La robótica presenta un campo amplio de actuación que genera beneficios tanto en la industria como en el centro escolar, posibilitando en este último la creación de ambientes innovadores de aprendizaje.
Desde antes de los años 1970 existe interés en el aporte de la robótica en los procesos educativos, lo que ha llevado a la creación de una nueva corriente de estudio denominada “robótica pedagógica”, la cual utiliza la robótica con intenciones didácticas.
En 2007, el Instituto Tecnológico de Massachusetts, publicó y desarrolló el lenguaje Scratch, para ayudar a niños a partir de los 8 años a aprender a programar. Ha ido evolucionando hasta su última versión, Scratch 3.0, desarrollada en 2018.
Los trabajos relacionados con las nuevas tecnologías van en aumento. La Unión Europea considera que en 2020 la robótica educativa en las aulas será considerada una nueva área de conocimiento, donde la programación cobre especial importancia.

## Definición del término
El término de robótica es acuñado por Isaac Asimov, el hombre que inventó las leyes de la robótica. Es un área tecnológica con mucho auge en los últimos tiempos, ya que posibilita la creación de nuevos y motivantes contextos de trabajo. Se entiende como una rama de la programación y como una situación de aplicación de diversos conocimientos.
La robótica educativa es un área de la pedagogía que introduce en los procesos formativos algunos aspectos de la robótica y automatización de procesos, como un elemento mediador para la consecución del aprendizaje. Asimismo, promueve el desarrollo de diferentes habilidades y conocimientos basados en las ciencias, tecnología, ingeniería y matemáticas.
La robótica educativa es aquella que "busca despertar el interés de los estudiantes transformando las asignaturas tradicionales en más atractivas e integradoras, al crear entornos de aprendizaje propicios, que recreen los problemas del ambiente que los rodea".
Se entiende por robótica educativa al medio de entornos de aprendizaje o enseñanza interdisciplinaria basada en la iniciativa y la actividad de los estudiantes en el estudio de las ciencias y la tecnología. Va mucho más allá de crear robots y programarlos, sino que incentiva la cohesión de grupo, la capacidad de reflexión, la resolución de problemas y el trabajo en equipo a través de recursos tecnológicos, por lo que a través de estos se promueve la autonomía, el aprendizaje dialógico y el aprendizaje cooperativo, concepciones útiles para convivir en sociedad. 
La robótica educativa desarrolla diferentes habilidades y conocimientos basados en las ciencias, tecnología, ingeniería y matemáticas. Estas materias se agrupan en español con las siglas CTIM, o en inglés como STEM (science, technology, engineering y mathematics) muy utilizada en Estados Unidos para englobar todas las actividades que integran estas disciplinas.
Por otro lado, la robótica pedagógica es "la actividad de concepción, creación y puesta en funcionamiento, con fines pedagógicos, de objetos tecnológicos que son reproducciones reducidas, muy fieles y significativas, de los procesos y herramientas robóticas que son usados cotidianamente, sobre todo en el medio industrial". Esta disciplina posee numerosos fines didácticos que pretenden el empleo de herramientas tecnológicas y nuevas metodologías de enseñanza-aprendizaje para poder hacer diseños y fabricar robots educativos de forma que los estudiantes se adentren en el estudio de la tecnología y la ciencia desde edades muy tempranas.
Las diferencias entre robótica educativa y robótica pedagógica son las siguientes:
- La robótica educativa: utiliza materiales que resultan menos asequibles; del mismo modo, hacen un uso extensivo de sensores y motores, se centran en la cibernética, (considerada también integradora) y permite ir de lo concreto a lo abstracto. Promueve la interactividad y ofrece un sinfín de experiencias educativas, centrándose en habilidades de lectura, ortografía, matemáticas y ciencias de la computación. Los robots se utilizan para desarrollar una serie de competencias y habilidades en el alumnado. Entre las competencias que se trabajan en la robótica educativa se encuentran especialmente la ciencia, tecnología, ingeniería y matemáticas, las llamadas disciplinas STEM, pero también puede tocar otras áreas como la historia, la lengua o la geografía.[22]

- La robótica pedagógica: emplea materiales de bajo coste, entre ellos reciclados; e integra diferentes áreas de conocimiento con énfasis en las matemáticas, ciencias naturales y tecnología. Se aprende sobre informática, aun sin contar con los recursos necesarios. Se trata de generar entornos tecnológicos ricos, que permitan la integración de distintas áreas del conocimiento para la adquisición de habilidades generales y de nociones científicas, de forma que estas les permitan resolver problemas y desarrollar un pensamiento sistémico, estructurado, lógico y formal.

## Metodología didáctica
Existe una vinculación muy estrecha entre la robótica educativa y las teorías del constructivismo y la pedagogía activa. El constructivismo es un proceso activo, en el cual la construcción del aprendizaje se lleva a cabo mediante las experiencias y no como resultado de una transmisión de conocimiento. Por ello, utilizar herramientas tecnológicas en el ámbito académico aporta otra modalidad en el proceso de aprendizaje, creando en los alumnos experiencias para la construcción de su propio conocimiento. Así pues, podemos visualizar la relación directa entre el constructivismo y la robótica educativa.

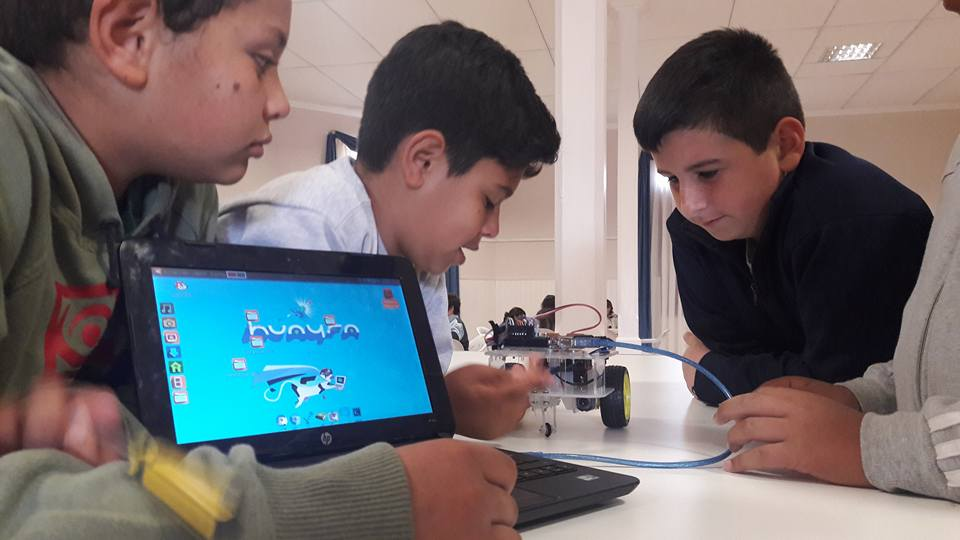
Taller de robótica educativa en la localidad de Corralito (Córdoba).

La evolución de los robots nos ha llevado a poder trasmitir conocimientos sobre algunos ámbitos educativos relacionados con la electricidad, la electrónica y la mecánica, sin dejar atrás la programación.
Son numerosos los estudios que demuestran el interés general por el uso de recursos pertenecientes al campo de la robótica en los centros educativos como medio para conseguir la interiorización de contenidos enriquecedores bajo la idea de aprender jugando. El uso de nuevas estrategias y metodologías acorde a los reclamos del presente en el que nos encontramos es la premisa que más justifica la incorporación del ámbito de la robótica en el mundo de la educación.
Así, la incorporación de la robótica a las aulas requiere de una formación docente inicial sobre su uso y aplicación. No obstante, la formación en robótica deberá ser continua, pudiendo así el docente adaptarse a la evolución de la tecnología. Además, los centros educativos precisan dispositivos electrónicos para poder trabajar la robótica educativa. Además, los docentes también deberán de tener en cuenta los siguientes aspectos a la hora de aplicar la robótica educativa en sus aulas. Estos son: la edad de los estudiantes, cuándo y en qué asignaturas lo va a aplicar y con qué dispositivos electrónicos (tabletas, ordenadores, etc.) cuenta el centro educativo para llevar a cabo este tipo de actividades. Es por ello, que con esta metodología el alumno pasa a ser el protagonista del proceso de enseñanza-aprendizaje dónde podrán trabajar en equipos y tendrán que dar solución a diferentes problemas de la vida real. Cada uno de ellos aprenderán a su ritmo utilizando la creatividad. Sin embargo, el profesor se convierte en guía de los alumnos.
Un curso de robótica educativa se inicia a través del planteamiento, por parte del profesor, de un reto para que los alumnos lo resuelvan. Para ello, se utilizan materiales didácticos como: partes mecánicas, componentes electrónicos y piezas de sujeción; estos materiales, apoyados con herramientas informáticas, permiten generar prototipos programables para que cumplan con tareas que resuelvan la problemática planteada en el reto. De este modo, el proceso de concepción, diseño, armado y puesta en marcha del prototipo enriquece el proceso de aprendizaje del alumno.
La metodología de la robótica educativa usada en las distintas etapas educativas, está basada principalmente en la creatividad y la innovación. A su vez, propicia una metodología activa, basada en el “learn by doing”, llamada también aprendizaje por la práctica, siendo los alumnos quienes se impliquen en su propio aprendizaje y realicen la búsqueda de información en diferentes disciplinas. Las actividades propuestas serán motivadoras, fomentarán la cooperación y la autonomía, entre otras capacidades. Ofrece además una serie de estrategias para que sean los propios alumnos los que resuelvan los problemas. Esta pretende enseñar y aprender de manera lúdica y a través del juego.
Siguiendo la teoría de Howard Gardner sobre las Inteligencias múltiples, la robótica educativa busca que se garantice la posibilidad de ofrecer a cada estudiante una atención personalizada y desarrollar las inteligencias que más interesen. Esta teoría plantea, por tanto, una visión plural de la inteligencia, reconociendo en ella diversas facetas, por lo que se deduce que cada persona posee un potencial cognitivo diferente.
En este sentido, la robótica educativa conduce a desarrollar las inteligencias múltiples de la siguiente forma:
- La Inteligencia lógico-matemática. Juegos basados de cálculo numérico y actividades de programación.
- La Inteligencia Viso-motriz o visoespacial.[33]  Percepción espacial teniendo en cuenta aspectos como las líneas o las formas.
- La Inteligencia Lingüística. Trabajo en equipo favoreciendo la comunicación y las relaciones interpersonales.
- La Inteligencia Kinestésica.[34] Trabaja la coordinación mente cuerpo.
- La Inteligencia Interpersonal. Favoreciendo el diálogo o el uso de roles.
- La Inteligencia Intrapersonal. Conocimiento de nuestras fortalezas y debilidades.
- La Inteligencia Musical. Creación de aparatos musicales y sensoriales.
- La Inteligencia Naturalista. Realización de robots vinculados con la naturaleza.

En este sentido, esta metodología favorece el pensamiento modular y analítico, es decir, la capacidad de los estudiantes de comprender el problema global y dividirlo en los distintos aspectos, bloques, módulos, tareas, etc. que, en su conjunto, llevarán a la resolución final. Cabe destacar que esta metodología fortalece las capacidades de liderazgo, ya que a medida que los estudiantes proponen soluciones y van consiguiendo los retos y tareas planteadas van aumentando su confianza en sí mismos. Por otro lado, las dinámicas de robótica educativa se prestan a implementar metodologías de aprendizaje colaborativo, generando contextos idóneos para desarrollar competencias sociales como la autoestima, el trabajo en equipo, el debate o la negociación. Destaca la aparición de cooperación horizontal, teniendo todos los integrantes del proceso de enseñanza-aprendizaje una importancia similar. Otro aspecto positivo es la facilidad de integración de la robótica educativa con otro tipo de técnicas metodológicas innovadoras como la realidad aumentada y el modelado e impresión 3D, potenciando aún más todos estos beneficios competenciales.
El hecho de atribuir proyectos de robótica en las aulas hace que se necesite algunas herramientas de hardware y/o software que posibiliten al alumno/a construir o reproducir diferentes prototipos robóticos. 
La robótica educativa se relaciona con tres paradigmas de aprendizaje dependiendo del hardware y software que se utilice, y de la interacción permitida por el robot:
- Learning robotics: los usuarios utilizan el robot como plataforma para aplicar la robótica desde planteamientos técnicos, de producción o de ingeniería.[38]
- Learning with robotics: los robots se utilizan como asistentes o auxiliares que acompañan a los usuarios en el proceso de enseñanza.[38]
- Learning by robotics o robotic-based instruction: el robot se convierte en una herramienta activa para los usuarios que media entre las dimensiones del proceso educativo.[38]

Para implicar la utilización de la robótica educativa dentro de los centros escolares, los kits comerciales de este ámbito son una magnífica opción. Personas de distintas edades pueden construir múltiples prototipos robóticos gracias a estas herramientas educativas, sin el requisito de tener conocimientos evolucionados en programación, electrónica y/o mecánica. Hoy en día,[¿cuándo?] el mercado brinda multitud de recursos para la estimulación y el proceso de aprendizaje, así como programas específicos de robótica que permiten a niños/as y jóvenes controlar y reproducir variados prototipos robóticos.
Otra forma de fomentar el aprendizaje es mediante el uso de los propios robots. En este caso podemos centrarnos en diferentes metodologías como:
- Aprender robótica: con este método el alumnado aprenden a diseñar, programar  y construir un robot.
- Aprender con robótica: en este caso se utilizan los robots como asistentes en el aprendizaje del alumno.
- Robots para la educación: esta es la menos conocida de las tres ya que es el robot la herramienta principal para el proceso de aprendizaje.

Concretamente, algunos de los robots que más se usan en Educación Infantil son: Mouse, Bee-Bot. Edelvives, Next, etc. Por otra parte, algunos de los proyectos educativos ideales usados en Educación Primaria son WeDo, Lego WeDo 2.0, Lego Mindstorms, Dash&Dot, etc. Por lo que respecta a la Educación Secundaria destacan Arduino, Picaxe, Scratch, etc.

## La robótica en STEAM
La robótica en la metodología STEAM (término que proviene del acrónimo STEM, en referencia a las siglas Science, Technology, engineering and Mathematics, y al que posteriormente se le sumó la disciplina artística o Art) se presenta como un vehículo de gran importancia, por los siguientes motivos:
•	Realización de proyectos. La inclusión de la robótica en los proyectos permite el acercamiento del alumnado al campo de la ingeniería. Así, mediante el planteamiento de diversos retos que parten de la necesidad de que nuestro robot realice determinados comportamientos, se han de solventar, de forma cooperativa, las posibles soluciones a los objetivos planteados y, finalmente presentar las mismas al resto de compañeros y compañeras. Todo este proceso recorrido implica el hecho de que el alumnado ha llevado a cabo una etapa de creación que permite al alumnado dar rienda sueltas a la resolución de problemas de manera creativa.
•	Nos permite abordar la enseñanza desde una perspectiva multidisciplinar pues abarca ámbitos como el de las matemáticas, física, electrónica, mecánica, etc.
•	Fomenta la motivación, pues los discentes extrapolan las creaciones del mundo virtual al mundo real.

## Evolución
Karel Capek, inventó la palabra robot para nombrar a los autómatas de la obra R.U.R. (Robots Universales Rossum), en 1921. Capek acuñó esta palabra partiendo del término robota, en referencia al trabajo duro.
En los años 60 nace la robótica educativa, cuando investigadores del Laboratorio de Medios del Instituto de Tecnología de Massachusetts (MIT) propusieron crear dispositivos tecnológicos para que los niños programaran e interactuaran. A partir de ello se creó un acuerdo entre la compañía LEGO y el grupo de investigación para llevar a cabo lo que luego fue LEGO/LOGO, basado en la integración de elementos de programación con piezas de construcción lego. En los 80, la compañía distribuyó estos juguetes con fines educativos.

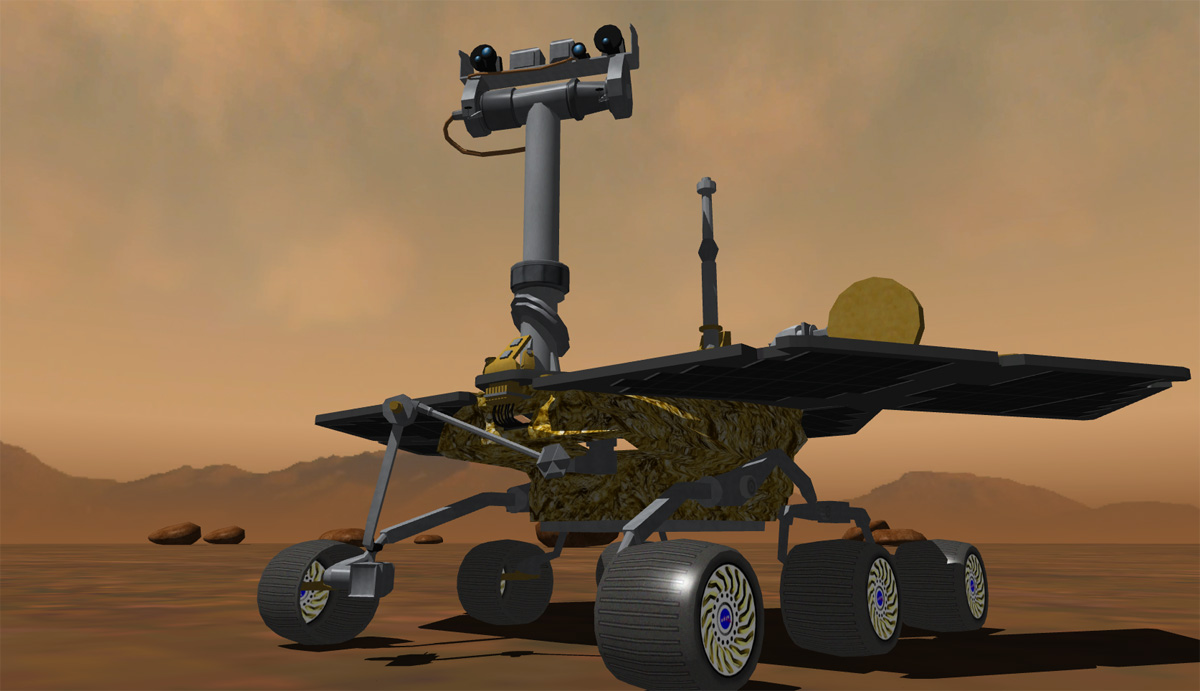
Mars Exploration Rovers (NASA)

La robótica empezó a aplicarse dentro del ámbito de la educación al principio de los años 90 mediante el uso de distintos dispositivos elaborados con fines educativos. Así, en el siglo XX se extendió la robótica aplicándose en las diferentes tareas que debían de llevar a cabo los seres humanos, como por ejemplo, cocinar. Esta expansión también comenzó a darse en las escuelas, donde cada vez va tomando más importancia. Aunque, esto proporcione diferentes beneficios para los niños, la mayoría de los centros educativos todavía no la han implantado en sus aulas debido a la falta de recursos tanto económicos como materiales.
LEGO pretende un aprendizaje que se basa en el desarrollo de capacidades y en la creatividad para la resolución de problemas. Algunas herramientas que ayudan a que los niños puedan desarrollar un pensamiento crítico a la hora de resolver problemas y contribuyen a despertar su curiosidad por la educación STEAM son LEGO WeDo 2.0 o Lego Mindstorms es una línea de juguetes de robótica para niños fabricado por la empresa LEGO, que posee elementos básicos de teorías robóticas, como la unión de piezas y la programación de acciones en forma interactiva. Este robot fue comercializado por primera vez en septiembre de 1998. comercialmente se publicita como Robotic Invention System, en español sistema de Intervención Robotizado (RIS). También se vende como herramienta estacional, lo que originariamente se pensó en una colaboración entre LEGO y el MIT. La versión educativa se llama Lego Mindstorms for Schools, y viene con un software de programación basado en la GUI de Robolab 1. Lego Mindstorms puede ser usado para construir un modelo de sistema integrado con partes electromecánicas controladas por un computador. Prácticamente todo puede ser representado con las piezas tal y como en la vida real, como un elevador o robots industriales. Ha habido tres generaciones de Lego Mindstorms: el Sistema de invención robótica (lanzado en 1998), Mindstorms NXT (lanzado en 2006) y Mindstorms EV3 (lanzado en 2013).
La róbotica educativa con ARDUINO, más reciente, se basa en un hardware libre con licencia de código abierto. Ofrece sistemas de fácil uso y baratos y es un proyecto colaborativo. Pretende fomentar el aprendizaje en electrónica y robótica. Diseñan y fabrican placas que se pueden programar y que se pueden utilizar en muchos sistemas electrónicos. Con estas placas se permite, entre otras cosas, poder controlar las luces de un hogar y crear un robot Arduino.

## Fases
En la robótica educativa se pretende inicialmente crear un robot a través de un ordenador, con la ayuda de programas especiales como X logo, Logo (lenguaje de programación).Es por ello que, para llevar a cabo el proceso de creación, se debe trabajar con base en cuatro líneas o palabras, que entendemos que enmarcan estas prácticas: Imaginar, Diseñar, Construir y Programar, tal y como explica el tetraedro de García y Castrillejo.
En primer lugar, se realiza un pequeño estudio que ve si este robot es realizable o no en la realidad. Aquí, al tenerlo en el ordenador se establece la función que cumplirá este robot, las cuales son específicas para realizar pequeñas tareas (como traer objetos o limpiar cosas, por ejemplo) y en la pantalla se ve cómo sería ese robot en la realidad y cómo se movería. Posteriormente, se elimina y arregla lo que sea necesario y se reproduce con materiales para llevarlo a cabo en la realidad.
En robótica educativa se intenta crear un robot a través de piezas programadas para tomar vida con programas de licencia libre como Scratch. Estos robots son programables a través del ordenador o tableta y en la pantalla se ve cómo se movería ese robot en la realidad. También existen robots de suelo como Zowi o Lego WeDo. En este punto, se utilizan variados materiales, pueden ser desde piezas de sistemas constructivos como Lego Mindstorms, Múltiplo o Zowi, a materiales de desecho que no se utilizan en casa (como cajas de cartón y circuitos en desuso). Aunque, también se usan otros materiales; como son metales u otros derivados. 
Considerando la etapa educativa en la que nos encontremos, el objetivo puede no ser únicamente el diseño o la creación de un robot sino su manejo y el aprendizaje a nivel básico de programación.
Las siete fases en las que se divide la robótica educativa son actividades relativamente independientes entre sí que definen una acción manual o intelectual en la ejecución.
Las fases son:
1. Problematización: se plantea un reto. El alumnado imagina y piensa en aquello que le gustaría realizar y las posibilidades a su alcance, por lo que investiga y explora. Se hace hincapié en la relevancia de imaginar dispositivos que favorezcan la resolución de problemas concretos. Así es como juega un papel fundamental la creatividad.
2. Diseño: en la que se diseñan modelos de posibles soluciones a la problemática haciendo uso del kit de robótica. La idea y su representación basada en la necesidad de resolver algún problema dará origen al desarrollo de una maqueta, modelo, diseño. Su realización puede ser a través de la imitación o de la imaginación. En esta fase es necesario incluir no solamente las características del dispositivo a crear, sino también cómo se realizaría su construcción. Es aquí donde se desarrollan ideas en proyectos, a través de la capacidad de imaginación y de concreción. Esto lleva a la necesidad de requerir conocimientos previos o indagar en función de lo que se necesita para la elaboración.
3. Construcción: siguiendo el diseño planteado, se construye el modelo para darle movimiento haciendo uso del kit. En base al diseño planteado se empezará a construir una solución al problema, valiéndose de piezas, conectores, sensores y conexiones. Podrá utilizarse un “modelo básico”, “modelo intermedio” o “modelo avanzado”. Es en este punto cuando se combinan los conocimientos teóricos con las capacidades y habilidades manuales para su realización.
4. Programación: en la que a través del software se programan los movimientos y comportamientos del modelo. Actividad basada en la utilización de un software de fácil uso que permite programar los movimientos y el comportamiento en general del modelo robótico. Deberá seguirse una secuencia ordenada de instrucciones, ingresarlos en el subsistema de control e ingresar el programa en dicho subsistema.
5. Prueba: en base al diseño, se construye el modelo haciendo uso del kit de robótica para darle movimiento. Verificar visualmente que el modelo implementado funciona. Comprobar que su funcionamiento cumple con un conjunto de especificaciones. Se debe verificar que el modelo funciona correctamente y cumple con las especificaciones planteadas.
6. Documentación: se recopilan evidencias que prueban la funcionalidad del diseño a través de mano alzada, software especializados o procesador de texto/gráficos. Una vez que se ha probado el modelo que funciona como lo hemos diseñado, entonces se debe documentar el trabajo desarrollado.
7. Presentación: se presenta y explica el prototipo creado como alternativa de solución al problema planteado. La creación se comparte, acción que puede realizarse tanto de manera presencial o a través de medios telemáticos.

## Objetivos de la robótica educativa
Con la aplicación de la robótica educativa en el aula se pueden plantear diferentes objetivos que influyen en el desarrollo del alumnado en los diferentes niveles educativos.
La robótica educativa ofrece grandes ventajas al alumnado en cualquiera de las etapas educativas en la que esta se trabaje. Esto quiere decir que posee unos claros y marcados objetivos que deben conseguir alcanzar. Algunos de estos objetivos son los siguientes:
1. Aumentar la participación activa de los alumnos en su propio proceso de aprendizaje, dotando al alumnado de herramientas para conseguir sus propias metas.
2. Desarrollar el razonamiento, la lógica intuitiva, la percepción espacial y la psicomotricidad fina.
3. Facilitar la comprensión de conceptos abstractos y ganar funcionalidad en el aprendizaje.[60]
4. Potenciar sus capacidades en la resolución de problemas, es decir el pensamiento computacional y de investigación.
5. Trabajar el pensamiento creativo, la imaginación y la motivación del alumnado, así como fomentar su autonomía.
6. Implantación del juego como un medio habitual de trabajo fomentando la imaginación y la exploración de forma natural y lúdica.[61]
7. Desarrollar nuevas formas de comunicación y aprendizaje, que van más allá de los métodos tradicionales.
8. Aprender a trabajar en grupo y evitar la frustración, fomentando a su vez el trabajo cooperativo y en equipo.
9. Potenciar el aprendizaje por proyectos, aplicando la robótica educativa como herramienta transversal para trabajar contenidos relacionados con la ciencia, la tecnología o matemáticas, entre otros.[62]
10. Desarrollar las competencias clave del currículo educativo y las inteligencias múltiples.
11. Facilitar un buen clima de trabajo donde prime el buen comportamiento, la concentración, el respeto y la responsabilidad con el material.
12. Desarrollar entornos reales donde el estudiante pueda experimentar, favoreciendo así el aprendizaje significativo de conceptos teóricos.[63]
13. Incorporar soluciones digitales en el proceso de las actividades interactivas integrando así los conceptos básicos del desarrollo de las aplicaciones usadas para comprender su diseño.[64]
14. Reconocer aspectos éticos que se vean vinculados a los sistemas digitales y tecnológicos de un modo significativo, para comprender las oportunidades que nos ofrecen y a su vez los riesgos que pueden aparecer por su uso.[64]
15. Desarrollar la comprensión y dominio de los conceptos básicos del lenguaje de programación.
16. Atender a la diversidad, ya que este tipo de proyectos ayuda a aquellos alumnos que poseen ciertas dificultades en algunas asignaturas a mejorar.[65]

### Robótica educativa en Educación Infantil, Primaria y Secundaria
Podemos dividir en 4 etapas el proceso de implementación de los proyectos de robótica educativa en el aula. Esto dependerá del nivel de concienciación que tenga la institución educativa sobre esta nueva modalidad de aprendizaje y si está dispuesto a llevarla a cabo.
Etapa 1: Integración de recursos robóticos al currículo.
Lo primero que debemos hacer es dejar de visualizar la robótica como una actividad extraescolar e introducirla como una herramienta de aprendizaje.
Utilizar este recurso aporta beneficios y resulta interesante incorporarlo en las diferentes asignaturas para reforzar el proceso de enseñanza – aprendizaje.
Etapa 2: Reestructuración en las prácticas pedagógicas.
La aplicación de la robótica en el ámbito académico reclama un cambio en cuanto a las prácticas pedagógicas, dejando de lado la actuación tradicional y priorizando la elección de prototipos robóticos y programas especializados.
También hay que proclamar un cambio de actitud tanto por parte del profesorado como del alumnado, este último debe establecer un rol más activo y ser protagonista de su aprendizaje. En la práctica docente, el profesor adopta el papel de mediador y es el encargado de estimular al alumno para la búsqueda de información.
Etapa 3: Instrumentación.
Es fundamental disponer de diferentes herramientas de software y hardware para la creación y programación de los distintos prototipos robóticos que queremos trabajar en los alumnos.
Etapa 4: Definición del uso pedagógico de los recursos tecnológicos.
Esta última etapa se centra en la aplicación de estos recursos para un resultado en la práctica pedagógica adecuada y eficaz en el proceso de aprendizaje. Se trata de diseñar las actividades que se van a llevar a cabo en el aula.

## Ventajas y desventajas de la robótica educativa

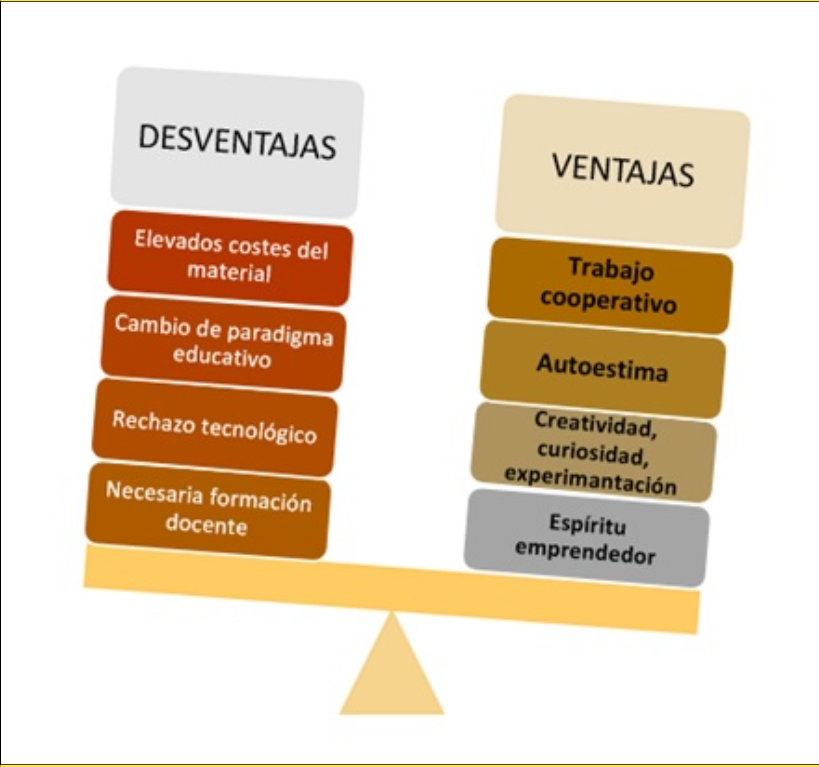
Ventajas y desventajas

La incorporación de nuevas tecnologías en el aula, busca mejorar los entornos de aprendizaje interdisciplinario donde los profesores pueden desarrollar la creatividad del alumno y su capacidad cognitiva.
La robótica aporta grandes beneficios en el ámbito educativo. Estas son algunas de sus ventajas:
- Integración de las diferentes áreas de conocimiento.
- Promueve el espíritu emprendedor.
- Fomenta la creatividad y la experimentación.
- Trabajo en equipo: favorece la socialización, coordinación y colaboración.
- Liderazgo y confianza: Genera una actitud positiva para afrontar retos.
- Fomento del emprendimiento.
- Facilita la educación emocional.
- Pensamiento lógico.
- Psicomotricidad: desarrolla con la manipulación de piezas en los robots.
- Creatividad: imaginación para construir y resolver problemas.
- Curiosidad: participación activa e investigación de nuevos conocimientos.
- Concentración.
- Razonamiento y lógica matemática.
- Despierta la curiosidad y el interés.
- Refuerza la autoestima y el trabajo cooperativo: proyectos, celebración de logros conjuntos.[69]

- Permite a los docentes desarrollar de una forma práctica contenidos teóricos que suelen ser imprecisos, abstractos y dudosos.
- Fomenta el modelo de aprendizaje constructivista bajo la exploración y la experimentación.
- Papel activo del alumnado, protagonista de su aprendizaje, fomentando la autonomía.
- Potencia la motivación del alumnado por aprender.[2]
- Fomenta el aprendizaje inclusivo.
- Desarrolla la capacidad de liderazgo y fomenta el pensamiento lógico.[70]
- Promueve la educación en igualdad de sexos. Aunque cada vez menos, todavía existen creencias que relacionan la ciencia y tecnología al mundo masculino, por lo que trabajarlo puede contribuir a la ruptura de estereotipos fijados.[71]

El uso de la robótica educativa en las aulas incentiva la motivación, ya que el alumnado adquiere un rol activo y construye su propio aprendizaje a través de este tipo de metodologías activas que despiertan el interés por aprender. Debido a su carácter interdisciplinar se interrelacionan contenidos construyendo un aprendizaje significativo y funcional. Asimismo, como se fomenta la interacción entre el alumnado en un entorno lúdico, los niveles de motivación aumentan, ya que el planteamiento de retos y metas resulta altamente interesante para los estudiantes.
Sin embargo, nos podemos encontrar con algunas desventajas a la hora de aplicar la robótica educativa:
- Necesidad de formación docente previa y permanente, ya que se crean actualizaciones.
- Dificultades en su manejo, frustración y posible rechazo tecnológico.
- La adquisición del material o kits de robótica suelen tener costes elevados y no todos los centros educativos cuentan con recursos económicos.
- Se necesita contar con una serie de dispositivos y herramientas complementarias (ordenadores, software, corriente eléctrica, acceso a Internet, etc.), de manera que si existe un fallo en alguno de estos complementos, puede dificultar o impedir las actividades que se quieran desarrollar.[74]
- El alumnado puede aislarse en la tecnología, lo que supondría falta de comunicación.[75]
- Es fundamental disponer de infraestructuras adecuadas.[75]

Otra desventaja a tener en cuenta sería:
- Brecha digital.

Entre las ventajas destaca la idea de que la robótica es muy práctica a la hora de reforzar los conocimientos aprendidos, ya que proporciona positivos resultados en los estudiantes de todas las edades. Además de estimular la imaginación, desarrolla las habilidades motoras y potencia la confianza.
Por medio de la aplicación de la robótica en educación, los alumnos estarán más preparados para afrontar situaciones adversas en el futuro. En lo que a asignaturas se refiere, la robótica fomenta en el alumnado el conocimiento de elementos básicos de los principales lenguajes de programación. Asimismo, éstos obtienen nociones primitivas del método científico y la cultura tecnológica. 
La robótica educativa no presenta notables desventajas. Las principales incertidumbres en su uso son la falta de seguridad o el cambio de paradigma que suponen. Al ser máquinas fabricadas y programadas por humanos, no están exentas de posibles errores. En este sentido, podemos encontrar algunas desventajas a la hora de aplicar la robótica educativa:
- Necesidad de formación docente previa y permanente, ya que se crean actualizaciones. El profesorado debe estar en continua formación en lo que concierne a las tecnologías, ha de tener la capacidad de construir y manipular este tipo de dispositivos.

- Dificultades en su manejo, frustración y posible rechazo tecnológico.

- La adquisición del material o kits de robótica suelen tener costes elevados y no todos los centros educativos cuentan con recursos económicos.

- Se necesita contar con una serie de dispositivos y herramientas complementarias (ordenadores, software, corriente eléctrica, acceso a Internet, etc.), de manera que si existe un fallo en alguno de estos complementos, puede dificultar o impedir las actividades que se quieran desarrollar.[74]

Otras ventajas de la robótica educativa son:
Se integran diferentes áreas de conocimiento, por tanto, es un aprendizaje globalizado.
La robótica permite la manipulación de objetos.
Construcción de estrategias de adquisición de conocimiento
Permite un aprendizaje colaborativo en el cual todos los participantes aportan conocimientos.

## Aplicación de la robótica en las diferentes etapas educativas
La robótica es un recurso físico y pedagógico que no tiene límites, se pueden realizar multitudes de acciones y proyectos interesantes para el aprendizaje del alumnado a través de recursos tecnológicos. La robótica no tiene una edad para su utilización, todo el mundo tiene la capacidad para poder desarrollar y trabajar en la robótica. Se trata de investigar, probar, equivocarse, ensayo-error para resolver cualquier reto o problema. 
Debemos tener en cuenta las etapas cognitivas y las diferentes habilidades que tienen los niños a cada edad.
A través de la robótica educativa los alumnos dialogan, se expresan y se comunican partiendo de actividades lúdicas. Además, otras de las características de la robótica en el proceso de enseñanza y aprendizaje es la experimentación ya que los alumnos configuran el robot, posteriormente ejecutan lo realizado y solventan los problemas para conseguir un objetivo. Estos robots educativos son programables a través del ordenador o tableta, y en la pantalla se ve cómo se movería dicho robot en la realidad.
El uso primordial de la robótica en las aulas está relacionado principalmente con el desarrollo de la socialización y la capacidad del trabajo en equipo. Mejorando de esta manera, el desarrollo social, emocional y ético de los niños. 

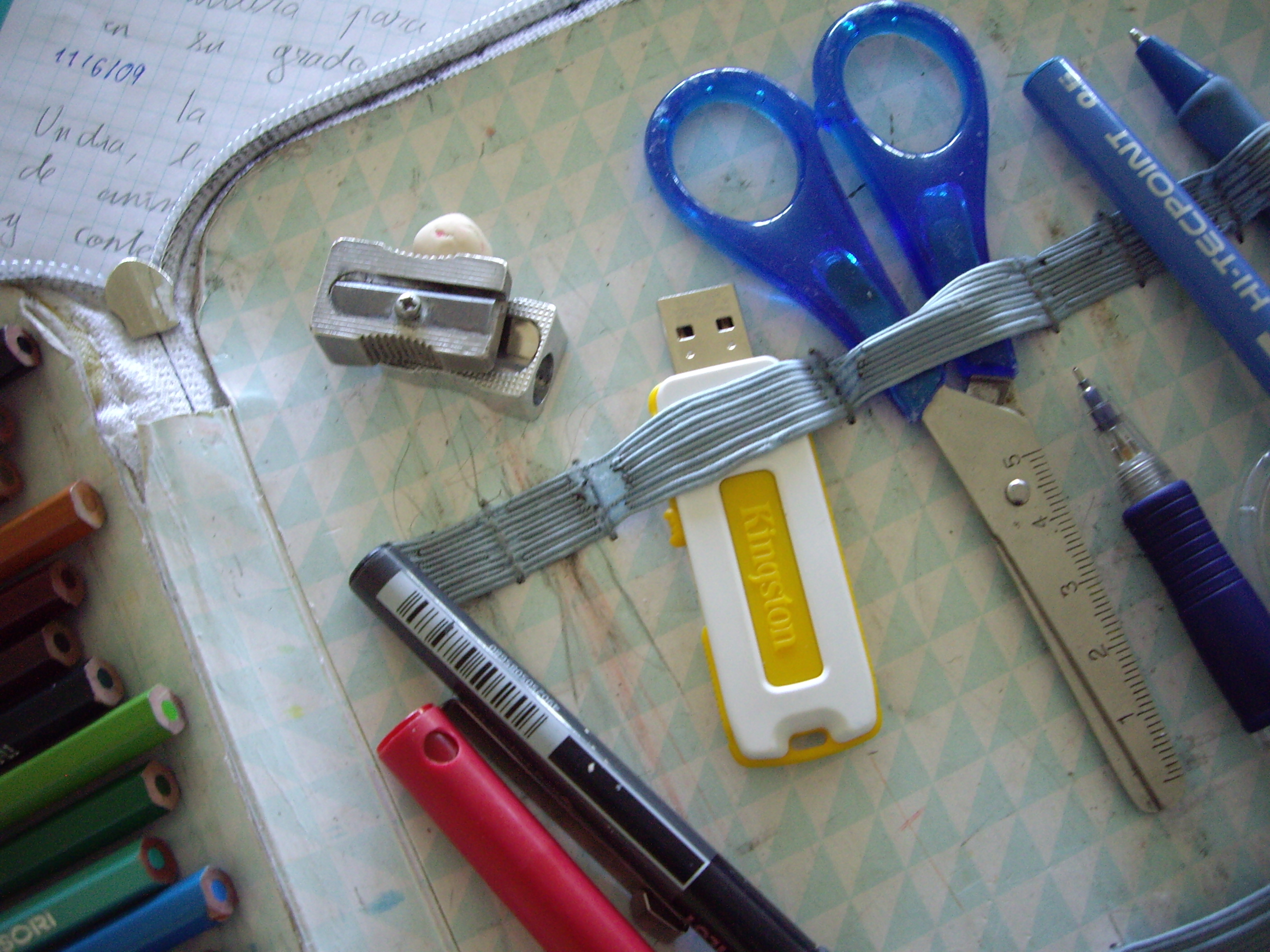

El sistema educativo debe adaptarse a los cambios sociales y tecnológicos por lo que desde la Educación Infantil, se debe diseñar la práctica educativa haciendo uso de la robótica educativa para que sea motivadora, atendiendo a los alumnos de manera individual y en grupo.
El uso de metodologías nuevas y activas como la robótica, permite realizar una educación íntegra, en la cual los alumnos aprendan de manera eficaz y motivante, promoviendo la participación y autonomía de forma que se construyan aprendizajes propios e individualizados, con mejores resultados que los que obtenemos con los recursos usados tradicionalmente. La robótica educativa, aglutina varios papeles en educación como son el de guía, investigador, diseñador, planificador, gestor y evaluador.
Además, mediante el uso de la robótica también se fomenta:
- La innovación y la creatividad, a través del planteamiento de retos.
- La resolución de problemas mediante el juego, fomentando así, la búsqueda de soluciones a los retos previamente planteados.
- El aprendizaje relacionado con el tiempo y la secuenciación de las acciones.
- Agrupamiento de ciencias y tecnologías: matemáticas, física e informática.[85]
- La comunicación al trabajar en equipo, a la vez que desarrolla la toma decisiones.[86]
- Desarrolla la imaginación, a la vez que ayuda a entender el mundo.[85]
- La aceptación al cometer errores, especialmente si esto les lleva a encontrar mejores soluciones.[85]

Los materiales en la robótica educativa se van organizando dependiendo de su dificultad y por lo tanto se tienen en cuenta las edades a las que van dirigidas, desde las más sencillas en Educación Infantil a las más complejas en Bachillerato o en ámbito Universitario. Se cita, a continuación una serie de materiales teniendo en cuenta la etapa educativa:

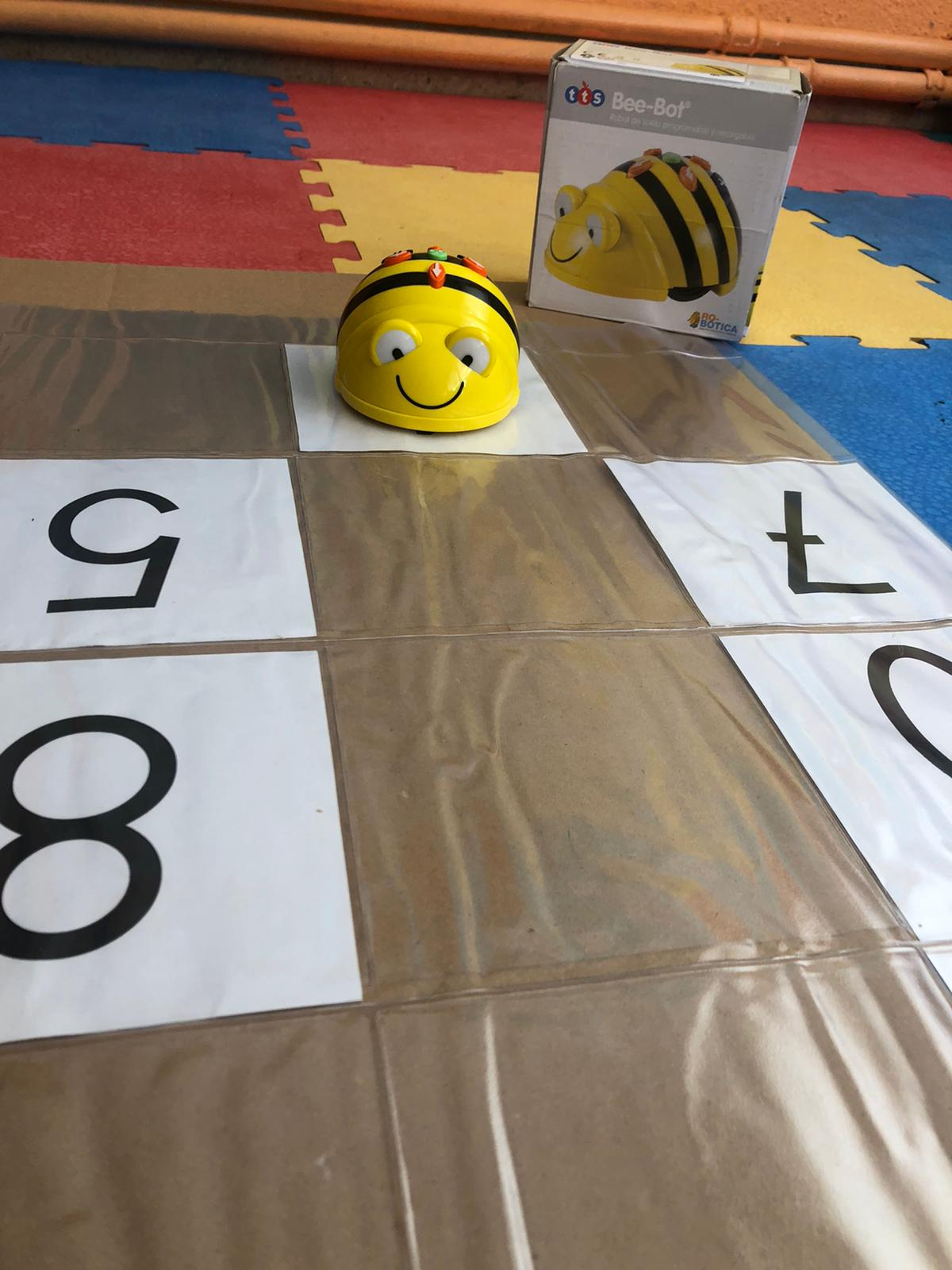
Bee-Bot en educación infantil

- En Educación Infantil, la robótica educativa se inicia a través de la utilización de una serie de materiales que permitan adquirir conocimientos sencillos en programación temprana a través por ejemplo de secuencias y repeticiones. Por otro lado también se fomenta el desarrollo de competencias Steam. El alumnado más mayor de la etapa experimentará con máquinas simples con materiales tales como palancas, ruedas, ejes o poleas, fomentando así la el acercamiento y la curiosidad hacia la ciencia.[87] En la etapa de Infantil se trabaja la coordinación óculo-manual con el objetivo de que los alumnos sean capaces de controlar los dispositivos básicos de un ordenador como el ratón y el teclado. Así se hará una introducción al pensamiento computacional para seguir desarrollándolo a través de las TIC.[88]

En Educación Infantil, las competencias CTIM (Science, Technology, Engineering and Mathematics) surgen en los años 90 a raíz de la Fundación Nacional para la Ciencia en Estados Unidos, se basan en el aprendizaje simultáneo e intentan incorporar el estudio de estas áreas en la práctica educativa del aula, aunque más tarde se incluye una nueva competencia "Arts".
- En Educación Primaria, se pretende asentar las bases del aprendizaje no solo de la ciencia sino también de la tecnología para ello utilizaremos máquinas simples como en la etapa anterior, y también incluiremos el trabajo con máquinas motorizadas, que permitirán trabajar de manera lúdica conceptos de movimiento, fuerza, la medición y la energía.[90] Además, se adaptan juegos para trabajar los primeros conceptos de pensamiento computacional. También utilizan robots simples que no necesitan ordenador para ser programados.[91] De forma general, pueden trabajar habilidades de pensamiento unidas a proyectos cooperativos, ya que el alumnado es capaz de utilizar la herramienta de programación de los robots denominada Scratch.

- En Educación Secundaria, aumenta la complejidad de la materia y el alumnado utiliza diferentes máquinas complejas y motorizadas, además de los llamados set de ampliación, donde podrán utilizar diferentes materiales como tubos, cilindros, válvulas, tanques de aire o neumáticos reales.[92] También, se trabaja de manera más profunda todo lo relacionado con la algoritmia y con la simulación científica. Se propone retos relacionados con física, programación y matemática, que pueden estar orientadas al desarrollo de videojuegos y simulaciones.[93]

La tendencia más utilizada para los mayores de 12 años es usar Arduino, que es una placa electrónica para programar con numerosas posibilidades, ya que podemos hacer desde un robot hasta una aplicación de domótica para nuestro hogar o lugar de trabajo. Otra opción es utilizar App Inventor, con la que podemos crear diferentes aplicaciones para cualquier dispositivo con sistema operativo Android.
Cabe destacar que, cuando se aplican en el ámbito educativo herramientas de programación y robótica, estas deben adaptarse a las diferentes edades y cursos.
Debido a la edad de los alumnos, en Educación Infantil, la utilización de la robótica educativa es una iniciación mediante el juego y la manipulación de robots ya creados, mientras que en etapas posteriores se profundiza en la programación, diseño y creación de robots. Mientras que, en Educación Primaria se trabaja la robótica profundizando en la programación, la impresión en 3D y en el diseño de algún proyecto.
En relación con este último, la clave en este tipo de robótica está en el procedimiento de confección de un robot, yendo más allá de su funcionamiento y/o aplicabilidad.
- En la Universidad, la educación superior utiliza como mecanismo innovador esta herramienta para mejorar los resultados de aprendizaje enfocados en áreas como ingeniería, ciencias, física, etc., proporcionando a los estudiantes actividades interactivas en entornos reales. Lo que se pretende es trabajar en competencias básicas como el aprendizaje colaborativo, el liderazgo, la toma de decisiones y la innovación, provocando una revolución en el arte de investigar, diseñar y crear pequeños robots con sensores que pueden medir distancias, tiempo, temperatura o presión y que son programados para moverse, manipular objetos e interactuar en un entorno multidisciplinario.[98]

## Importancia de la robótica educativa en el alumnado con necesidades educativas especiales
La robótica educativa es un recurso que permite promover la inclusión, la interacción, la interdisciplinariedad, la resolución de problemas y el trabajo colaborativo. Este aprendizaje tiene como propósito optimizar la eficiencia pedagógica en el aula, así como la inserción sociolaboral del alumnado con discapacidad. Así, este tipo de aprendizaje es esencial para el alumnado con necesidades educativas especiales (NEE) puesto que le permite alcanzar una serie de habilidades importantes de una forma más motivadora, dinámica y agradable aumentando así su motivación, confianza y su autoestima.
El alumnado con necesidades educativas especiales aumenta su participación e interacción al trabajar con la robótica educativa, lo que promueve los aprendizajes significativos. Aunque debemos tener en cuenta la necesidad de adaptar los kits de robótica y la creación de nuevas herramientas con la finalidad de potenciar la accesibilidad y usabilidad de estos recursos, destacando a los usuarios con limitaciones físicas o discapacidad visual. Otra de las características probadas de este recurso es la estimulación de la creatividad, el trabajo en equipo y el razonamiento en alumnos con sordera.
Por tanto, a través de la robótica educativa, se fomenta el aprendizaje significativo centrado en la práctica y la experiencia trabajándose así concepto de asignaturas como Ciencias, Matemáticas, Tecnología, entre otras. Así, los beneficios de trabajar la robótica educativa con este tipo de alumnado son diversos, entre ellos:
- Es protagonista de su aprendizaje: se siente capaz de realizar un proyecto.
- Mejora la atención: ofrece focalizar la atención en un aspecto concreto.
- Perfecciona la motricidad fina: mejora la coordinación óculo-manual para la elaboración de las construcciones.
- Se siente integrado: comparte experiencias con los demás.
- Aprende a trabajar en equipo.
- Fomenta la resiliencia:Toleran la frustración de una mejor manera y hacen frente a los retos que se le presenten.
- Perfeccionan la habilidad comunicativa. Hablando en público y argumentando.
- Despierta su interés y desarrolla su imaginación y creatividad.[102]

Además, la robótica promueve la inclusión y el trabajo colaborativo entre los estudiantes con diferentes necesidades educativas especiales, algunos de los beneficios generados son:
- Presentación de contenidos curriculares de forma atractiva y motivadora.
- Estimulación del pensamiento crítico y resolución de problemas.
- Fomentan la reducción de la rigidez cognitiva.
- Mejoran la capacidad auditiva: localización sonora y lenguaje.
- Adquisición de conceptos espaciales básicos, giros y lateralidad.
- Entrenamiento en reconocimiento de emociones.
- Favorece la interacción del alumno con el medio físico y las relaciones sociales.

La robótica educativa permite la identificación temprana de las necesidades educativas del alumnado así como la posibilidad de superar dichos problemas.
El uso de la robótica educativa en usuarios que presentan algún tipo de necesidad específica conseguirá el aumento de las distintas competencias y habilidades, tanto motoras como cognitivas, y las derivadas de las emociones, lo que supondrá el incremento de los aprendizajes. Además, la utilización de robots en aulas especiales favorecen la autonomía de los usuarios, incrementan los movimientos motores mejorando la motricidad fina y promueven el desarrollo cognitivo, pues permiten desarrollar el pensamiento lógico y computacional, y pueden ayudar a controlar los comportamientos, evitando así posibles frustraciones. A su vez, la robótica es un elemento que permite desarrollar en usuarios con necesidades educativas especiales las habilidades sociales debido a la interacción derivada de su uso.

### Sistema de evaluación
Como todo proceso de enseñanza-aprendizaje, la robótica educativa requiere de una evaluación sistemática, continua y completa para que el docente pueda comprobar y analizar el nivel de aprendizaje de los alumnos, sus conocimientos adquiridos, así como todos aquellos aspectos que hay que mejorar y reforzar.
La evaluación de aprendizaje debe tener principalmente dos funciones:
- De carácter social: el docente obtiene información de los alumnos en relación con su rendimiento.
- De carácter pedagógico: el docente extrae las necesidades de los alumnos, sus adaptaciones, así como los objetivos para mejorar la calidad de la enseñanza.

A la hora de incorporar una actividad con robótica educativa, es necesario llevar a cabo una evaluación antes, durante y al final del proceso de enseñanza. Además, el docente tiene que evaluar en un aula tres aspectos esenciales: el montaje y programación del robot, y la ejecución de la actividad.